# Церква святого архістратига Михаїла (Товсте)
Церква святого архістратига Михаїла в Товстому — парафія і храм Товстенського деканату Бучацької єпархії Української греко-католицької церкви в смт Товсте Чортківського району Тернопільської области.
Пам'ятка архітектури місцевого значення.

## Відомості
Перша письмова згадка про церкву датується 1700 роком, що, ймовірно, є роком заснування греко-католицької парафії. До 1912 року в Товстому існувала дерев'яна церква, а в 1912–1939 роках було зведено нову білокам'яну церкву в стилі українського бароко за проєктом архітектора Яна Кароля Зубжицького-Саса.
З 1946 до кінця 1950-х років парафія і храм, під тиском влади, перебували в підпорядкуванні РПЦ.
У 1950-х роках церкву Святого Архистратига Михаїла закрили, але о. Антін Навольський продовжував нелегальну душпастирську місію.
У 1990 році парафія і храм повернулися в лоно УГКЦ.
У 2013 році єпископ Бучацької єпархії Димитрій Григорак здійснив єпископську візитацію парафії.
При парафії діють:
- Спільнота «Матері в молитві» (з 2010 року).
- УМХ (з 2013 року).
- Братство «Апостольство молитви».
- Вівтарна дружина.

На території парафії є фігури Матері Божої та каплиця Святого Івана Хрестителя.

## Парохи
- о. Микола Левицький ([1832]—1876+)
- о. Іван Левицький (1869—1886),
- о. Григорій Третьяк (1876—1877, адміністратор)
- о. Іван Левицький (1877—1893)
- о. Олексій Авдиковський (1845—1846, сотрудник)
- о. Леопольд Залеський (1852—1853, сотрудник)
- о. Олександр Зразевський (1853—1854, сотрудник)
- о. Іполит Левуцький (1854—1871, сотрудник)
- о. Олексій Залуцький (1871——1872, сотрудник)
- о. Іван Левицький (1872—1875, сотрудник)
- о. Григорій Третьяк (1875—1876, сотрудник)
- о. Іларій Сусковський (1876—1878, сотрудник)
- о. Михайло Тиндюк (1878—1879, сотрудник)
- о. Стефан Колган (1879—1883, сотрудник)
- о. Іван Стеблецький (1883—1884, сотрудник)
- о. Іван Томкевич (1884—1886, сотрудник)
- о. Антін Навольський,
- о. Іван Кочержук,
- о. Теодозій Курп'як (1886—1930),
- о. Антон Навольський (1930—1946),
- о. Йосиф Смішко (1990—2004),
- о. декан Ігор Леськів (з 2004),
- о. Степан Війтишин (сотрудник з 2010).